# Емен (Нидерландия)
Вижте пояснителната страница за други значения на Емен.
Емен (на нидерландски: Emmen) е град в североизточна Нидерландия, разположено близо до границата с Германия. Административен център на община Емен, провинция Дренте. Населението му според преброяването през 2001 г. е 52 175 души.